# 황아현 (축구 선수)
황아현(2001년 11월 12일 ~ )은 대한민국의 여자 축구 선수이다. 현재 WK리그의 화천 KSPO에서 미드필더로 활약하고 있다. 

## 구단 경력
2020년, 고베 아이낙에 입단하였다.

## 국가대표팀 경력
U-14 대표팀부터 꾸준히 연령별 대표팀에 발탁되었으며, 2018년 FIFA U-17 여자 월드컵에 참가해 조별경기 3경기를 모두 소화했다.